# Toxoneura pallens
Toxoneura pallens is een vliegensoort uit de familie van de Pallopteridae. De wetenschappelijke naam van de soort is voor het eerst geldig gepubliceerd in 1873 door Loew.